# グレゴリー・ハリソン
グレゴリー・ハリソン（Gregory Harrison、1950年5月31日 - ）は、アメリカ合衆国の俳優。

## 出演作品
- リンガー 〜2つの顔〜
- ボディ・オブ・プルーフ2 死体の証言
- One Tree Hill シーズン8（ポール）
- CSI：ニューヨーク7
- One Tree Hill シーズン（ポール）
- ゴートゥーヘル
- 私はラブ・リーガル
- One Tree Hill シーズン6（ポール）
- LAW & ORDER： 性犯罪特捜班 シーズン8
- バーティカル・ターゲット／大統領狙撃計画
- エア・バディ2
- バーティカル・クライシス（ジョナサン・ヘイズ）
- ラスト・パーティ
- 女医
- モータル・フィア／死の恐怖
- ゲームの主役
- ブレイン・コントロール
- ボディ・トーク
- 地獄のプリズナー/狙われた美人教師
- ロンリーガール・ブルース
- 新・赤い河
- ブルックリン・ヒーロー／一発大逆転
- ノース・ショア
- 爆発!海底大油田/ファイヤー・インフェルノ
- デッド・シティ・カクテル／夜を葬れ
- レイザーバック
- ブルファイター／栄光のラスト・チャンス
- レディース・オンリー
- 原爆投下機 B-29 エノラ・ゲイ ―一九四五・八・六・ヒロシマ―（英語版）
- Dr．トラッパー／サンフランシスコ病院
- 遥かなる西部／わが町センテニアル
- 未知への逃亡者／ローガンズ・ラン（ローガン）
- クリスマス・ツリー
- 誰よりも素敵なジム
- 恐怖と戦慄の美女

## 製作総指揮
- タワー
- LEGS／コーラスライン'87